# المدرسة الدولية بنغازي
المدرسة الدولية في بنغازي (بالإنجليزية: International School Benghazi, ISB)‏ مدرسة دولية في بنغازي، ليبيا، حوالي 7 كيلومتر (4.3 ميل) من وسط المدينة. تقدم المدرسة خدماتها للطلبة ما بين سن 3-18 سنة، وتدرسهم المنهاج البريطاني، وكانت أولى مدارس جي إي إم إس التعليمية التي أنشئت في ليبيا بعد الحرب الأهلية الليبية عام 2011.
في عام 2013 قتل معلم أميركي بالمدرسة بالرصاص أثناء هرولته الصباحية بمكان قريب من المدرسة.
بحلول عام 2014 أغلقت المدرسة أبوابها مؤقتا. كان من المقرر افتتاحها يوم الأحد 12 أكتوبر / تشرين الأول 2014.

## وصلات خارجية
- المدرسة الدولية في مدينة بنغازي (أرشيف)